# دوبرا (استان لهستان کوچک‌تر)
دوبرا (به لهستانی:  Dobra) یک روستا در لهستان است که در گمینا دوبرا (استان لهستان کوچک‌تر) واقع شده‌است. دوبرا ۳٬۱۰۰ نفر جمعیت دارد.